# Volšebnyj krug
Volšebnyj krug (in russo Волшебный круг?, Il cerchio magico) è una miniserie televisiva del 1976, diretto da Valentin Kozačkov e tratta dai romanzi Artëmka v cirke e Volšebnaja škatulka di Ivan Dmitrievič Vasilenko.

## Trama
Odessa, alla viglia della rivoluzione russa. Il piccolo calzolaio orfano Artëmka è innamorato del circo.
Ma qui cade accidentalmente e la sua vita cambia bruscamente. Diventa un artista e incontra la sua ragazza della vita.
Nel 1981, è stato realizzato il seguito con il titolo in russo Золотые туфельки?, Zolotye tufel'ki (Scarpe d'oro).